# هيلي كلاوسون
هايلي كلاوسون (بالإنجليزية: Hailey Clauson)‏ (ولدت في 7 مارس 1995) عارضة أزياء أمريكية وكان وجه ديسكوير2، جيل ستيوارت، وغوتشي. في عام 2016، كانت واحدة من ثلاثة نجوم غلاف مجلة سبورتس اليستريتد سويم سووت ايشيوز .

## روابط خارجية
- Hailey_Clausonعلى تويتر.
- هيلي كلاوسون على تمبلر
- هيلي كلاوسون على إنستغرام
- هيلي كلاوسون على موقع دليل عارضات الأزياء (الإنجليزية)